# Felsőfeketevölgy
Felsőfeketevölgy (Valea de Sus), település Romániában, a Partiumban, Bihar megyében.

## Fekvése
A Bihar-hegység alatt, a Fekete-Köröstől keletre, annak egyik mellékpatakja völgyében, Vaskohtól északra fekvő település.

## Története
Felsőfeketevölgy, Feketevölgy nevét 1600-ban Walle nigra néven említette először oklevél.
1692-ben Felse Fekete Patak, 1808-ban Válenyagra (Felső-), Váleanyagra, 1828-ban Felső Fekete Völgy, Felső Valenyagra, Vale Nyagra de Szusz, 1888-ban Felső-Valeanyágra, 1913-ban Felsőfeketevölgy néven írták.
A település birtokosa a váradi görög katholikus püspökség volt.
1851-ben Fényes Elek írta a településről:
Felső-Valeanyágra vagy Felső-Feketevölgy, Bihar vármegyében, 166 óhitü lakossal,
anyatemplommal. Urbéri szántó 45, rét 70, legelő 80, erdő 500 hold. Birja a váradi görög püspök.
1880-ban 219 lakosából 213 román volt.
1888-ban Bihar vármegye Vaskohi járásához tartozott.

## Nevezetességek
- Görög keleti temploma - 1880-ban épült.

## Hivatkozások

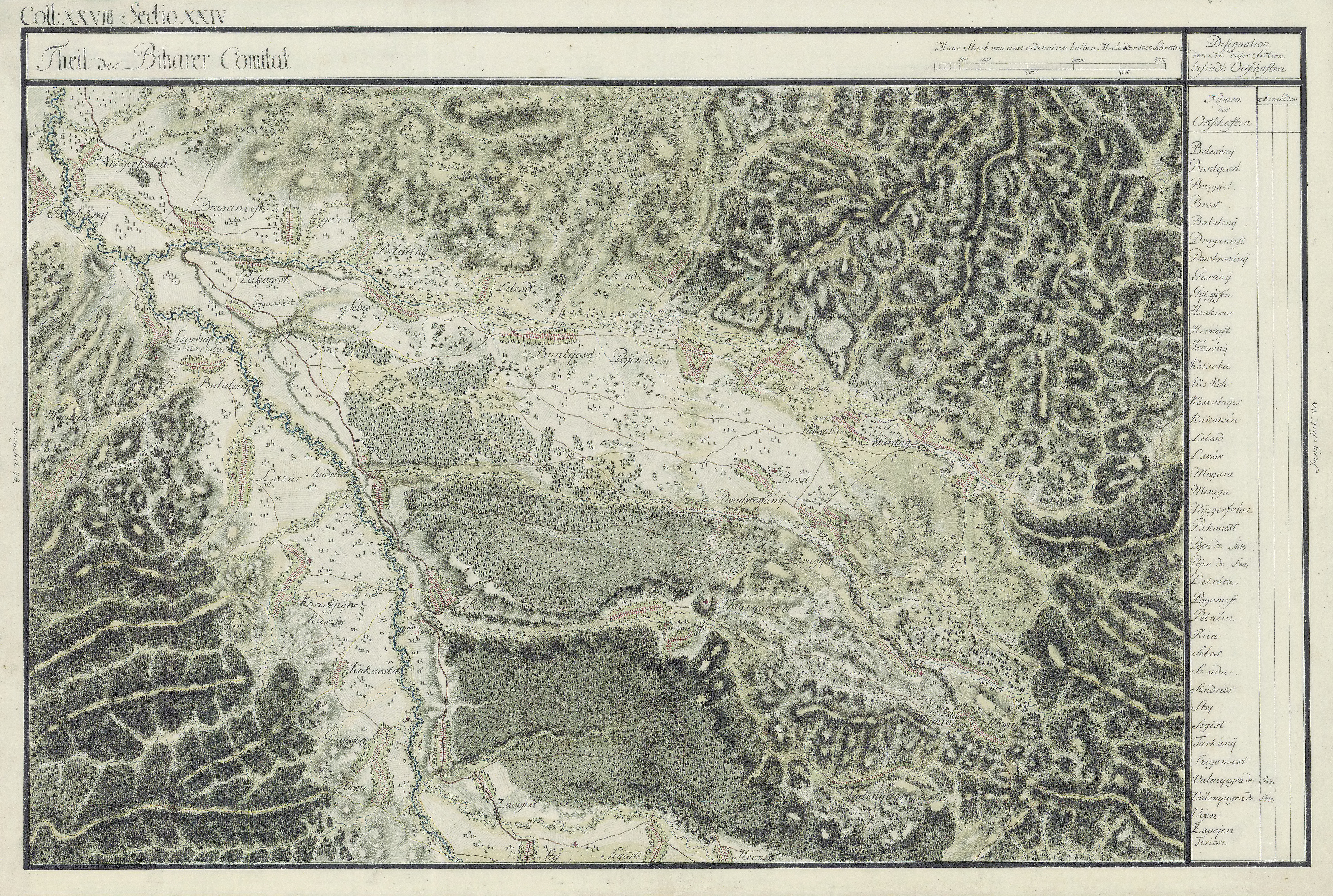
Felsőfeketevölgy, Feketevölgy egy régi térképen